# Casa de los Rusos
La Casa de los Rusos
(en catalán, Casa dels Russos)
es el nombre que recibe una casa histórica en Santa Coloma de Andorra, en la parroquia de Andorra la Vieja, capital del principado europeo de Andorra. Es una propiedad de patrimonio inscrita en el Patrimonio Cultural de Andorra y por tanto objeto de especial protección. Fue diseñada por César Martinell y construyó en una combinación de estilos catalán Art Nouveau y el novecentismo.